# Maurice Pirenne
Pour les articles homonymes, voir Pirenne.
Maurice Pirenne (Verviers, 19 avril 1872 - Verviers 25 novembre 1968) est un peintre belge.

## Biographie
Il est fils d'un industriel textile verviétois et frère de l'historien Henri Pirenne. Très jeune il se lie d'amitié avec Georges Le Brun. Tous deux sont repérés par leur professeur de dessin à l'Athénée royal de Verviers, Constant Simon qui les éveille à la pratique du dessin. Au sortir de ses humanités gréco-latine, il décide de se consacrer à la peinture. De 1893 à 1899, il fait de nombreux séjours "d'études" à Gand (où il se lie d'amitié avec Albert Baertsoen au Cercle Artistique), Bruges, puis Paris et enfin Bruxelles. Vers 1900 il préfère revenir dans sa ville natale qu'il ne quittera plus jusqu'à sa mort. Toujours avec Georges Le Brun et Albert Baertsoen, il fréquente quelque temps la Libre Esthétique d'Octave Maus. Il partage avec eux le refus de la virtuosité gratuite et de la violence des états d'âmes (« Prends ta personnalité et enferme-la dans un coffre-fort »)
En 1905, il se marie avec Maria Duesberg qui lui donnera un fils, Maurice Henri, en 1912. C'est l'occasion pour le peintre de réaliser une série de pastels intimistes représentant des scènes intérieures de sa vie familiale (les "enfantines").
En 1910, il devient le conservateur du musée de Verviers en remplacement du fondateur du musée Jean Simon Renier. Pirenne se fera archéologue et le défenseur du patrimoine local. Pendant plus de 25 ans, il peindra quelque 600 petits pastels représentant les coins voués à l'urbanisation de son Verviers, s'attachant surtout à rendre son atmosphère lumineuse.
Il est membre de diverses sociétés et associations liées à l'archéologie et aux beaux-arts : la Commission royale des Monuments et des Sites, la Société Verviétoise d'Archéologie et d'Histoire, la Société des Beaux-Arts, le seul lieu où il consent encore à exposer en compagnie de ses amis verviétois Georges Le Brun, Philippe Derchain, Pierre Delcour, Joseph A. Gérard, Alphonse Lejeune, Laurent Léon Herve, Oga HERLA. Un critique soucieux de promouvoir l'art wallon ne tardera pas à les rassembler sous l'appellation Peintres intimistes verviétois. Cette société lui consacre en 1936 une grande exposition rétrospective.
Vers 1945, Maurice Pirenne, se retire dans son atelier et exécute de nombreuses études de fleurs et des natures mortes d'objets de son quotidien. C'est l'époque de sa rencontre et son amitié avec André Blavier, le bibliothécaire de la bibliothèque de Verviers. Pirenne peint toujours régulièrement mais n'expose plus. Blavier va le faire connaître et révéler sa modernité auprès d'un plus large public. Il lui consacre une étude Maurice Pirenne : 99 reproductions et organise de multiples expositions de ses œuvres.
Maurice Pirenne, devenu quasi aveugle, entouré de André Blavier et Louis Klinkenberg, qui seront ses exécuteurs testamentaires, peindra (parfois au doigt) jusqu'au dernier jour de sa vie survenue en 1968 à l'âge de 96 ans.
Il est inhumé au Cimetière de Verviers.

## Œuvre
Pirenne est un peintre autodidacte et farouchement anti-académique. Ses modèles, dit-il, sont les grands « faiseurs d'images du passé » en premier lieu Vermeer et Chardin qui n'ont « cherché qu'à faire un ouvrage parfait ».
Au début de sa carrière il peint de grandes huiles des Fagnes et des environs de sa ville natale. Ensuite, il passe aux petits formats pour faire, principalement au pastel, des paysages urbains et des scènes de la vie familiale.
Peu à peu, l'âge avançant, il va restreindre son travail à son espace de vie : « il a peint la ville, elle-même, nous dit A. Blavier, puis son jardin, ses fleurs et les entours de la maison, enfin il est rentré dans sa demeure où il a peint son Armoire à glace, le Robinet de l'atelier, son Pot à tabac, le portait de ses amis, celui de sa femme, et le sien, et tout ce qu'il peut voir de sa fenêtre, de son balcon dominant la ville. Il a peint le ciel que l'on voit partout ».
« Je ne suis ni de l'avant-garde, ni de l'arrière-garde. Je ne suis pas du troupeau ».
Une œuvre sobre, simple, mélancolique et poétique.

## Écrits de Maurice Pirenne
- Les Constructions verviétoises du XVe au XXe siècle, bulletin de la Société verviétoise d'Archéologie et d'Histoire, tome 26
- Laurent Olivier, peintre verviétois, 1808-1857, ibidem, tome 30
- Georges Le Brun, 1873-1914, sa vie de peintre, Société des Beaux-Arts de Verviers, 1920

## Livres sur Maurice Pirenne
- André Blavier, 99 reproductions d'œuvres du peintre Maurice Pirenne, 1954
- André Blavier, Dessins de Maurice Pirenne, 1958
- Guy Vandeloise, Maurice Pirenne, 1969
- Une chambre à soi, Centre d'art Nicolas de Stael, textes de André Blavier et Jean-Marie Klinkenberg, 1994
- Catalogue raisonné des œuvres (en préparation) : Jacques Spitz, musées de Verviers

## Filmographie
- Patrick Zeyen, Maurice Pirenne - Au cœur du monde, 2004